# Ярки (Красноярский край)

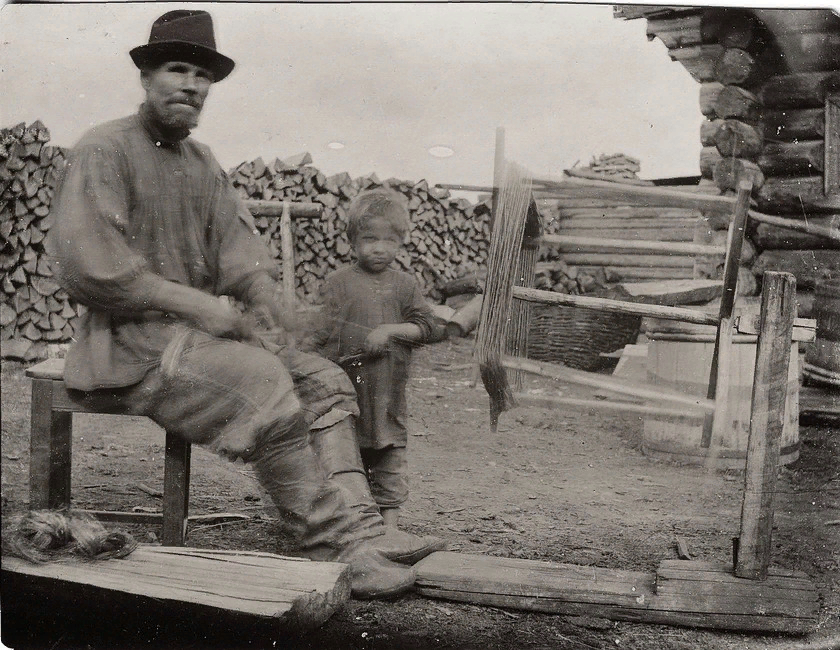
Витье верёвок в деревне, 1914 год

Ярки — деревня в Богучанском районе Красноярского края России. Входит в состав Богучанского сельсовета.

## География
Деревня находится в северо-восточной части Красноярского края, на левом берегу реки Ангара, на расстоянии примерно 14 км (по прямой) к западу от села Богучаны, административного центра района. Абсолютная высота — 128 м над уровнем моря.

## История
Основана в 1735 году. По данным 1926 года в деревне имелось 80 хозяйств и проживало 465 человек (в основном — русские). В административном отношении входила в состав Пинчугского сельсовета Богучанского района Канского округа Сибирского края.

## Население
| 2010 |
| ---- |
| 128  |

### Гендерный состав
По данным Всероссийской переписи населения 2010 года, в гендерной структуре населения мужчины составляли 46,9 %, женщины — соответственно 53,1 %.

### Национальный состав
Согласно результатам переписи 2002 года, в национальной структуре населения русские составляли 93 % из 293 чел.

## Улицы
- ул. Береговая,
- ул. Ленина,
- ул. Луговая[6].

## Инфраструктура
В деревне функционируют детский сад, фельдшерско-акушерский пункт (филиал Богучанской районной больницы), библиотека, сельский клуб и отделение Почты России.